# Institut Burnet
L'Institut Burnet (en anglais Burnet Institute, aussi appelé Macfarlane Burnet Institute for Public Health) est le plus important institut de recherche australien sur les maladies contagieuses. Fondé à Melbourne en 1986, il a été nommé d'après nom du lauréat australien du prix Nobel de médecine, Frank Macfarlane Burnet. 
L'Institut est l'un des 12 Centres approuvés collaborant avec l'ONUSIDA, et le seul institut de recherche médicale à recevoir des fonds de l'AusAID (en), l'agence australienne pour l'aide internationale. 
Le siège principal est situé à Melbourne, sur Commercial Road, face au Fawkner Park (en). En 2007, le Burnet Institute est devenu membre du réseau Austin, qui bénéficie des installations de recherche de l'Hôpital d'Austin (en). 
L'institut collabore avec des ONG au niveau international.
Depuis 1999, l'Institut Burnet mène un programme d’éducation sur le syndrome d'immunodéficience acquise au Tibet pour les groupes à risque : les prostituées des bars et des bordels. Son chef de projet à Lhassa, Wangdu, a été arrêté le 14 mars 2008 à son domicile au moment des manifestations à Lhassa auxquelles il n’avait pas pris part. Il a été condamné à la prison à vie, accusé par les autorités chinoises d’espionnage et de transfert d’information à l’extérieur.